# Гаитийский меланерпес
Гаити́йский мелане́рпес (лат. Melanerpes striatus) — вид птиц из рода дятлов-меланерпесов. Эндемик острова Гаити и расположенного южнее его необитаемого острова Беата.
Международный союз орнитологов относит вид к дятлам-меланерпесам и не выделяет подвидов.

## Описание
Среднего размера дятел, длина тела составляет от 20 до 24 см. Спина покрыта поперечными полосами жёлтого и чёрного цвета. Голова и щёки, за исключением лба и макушки, серые, брюхо желтоватого или охряного цвета. Верхняя сторона хвоста чёрная, гузка красного цвета. Клюв тёмно-серый, лапы серые с зеленоватым оттенком. Самцы достигают веса от 83 до 92 г, самки легче, от 65 до 75 г. Имеется выраженный половой диморфизм. Клюв самок короче клюва самцов (длина клюва самца в среднем составляет 32-39 см, самки 25-28). Кроме того, лоб и верх головы у самцов красного, а у самок чёрного цвета.

## Среда обитания
Гаитийский меланерпес населяет заболоченные леса, мангры и буш на равнине, а также влажные горные леса. Особенно часто птиц можно увидеть в культурном ландшафте, на деревьях и пальмах на окраине деревень и городов.

## Питание
Гаитийский меланерпес питается насекомыми. Наряду с этим он также поедает  бабочек, муравьёв, паукообразных, скорпионами, мелких ящериц (Anolis), плоды и семена. Птицы ищут своё питание поодиночке, парами, а на плодоносящих деревьях также большими группами.

## Размножение
Птицы гнездятся круглый год, однако, основной период гнездования длится с февраля по июль. Они гнездятся в дуплах деревьев по отдельности или колонией, насчитывающей от 3-х до 26-и гнёзд, расположенных на одном-трёх рядом стоящих деревьев. При этом доминирующие пары гнездятся в самых высоко расположенных гнёздах. Обе птицы участвуют в строительстве, но больше самец. Он строит гнездо на высоте от 2 до 11 м, прежде всего, на сухих деревьях, а также в погибших и живых пальмах, кактусах в форме колонн и телеграфных столбах. Диаметр дупла составляет от 7 до 9 см. В кладке от 4 до 6 яиц, инкубационный и выводковый периоды не задокументированы. Молодых птиц выкармливают обе родительские птицы, в среднем каждые 6—8 минут.

## Значение
В Доминиканской Республике гаитийский меланерпес наносит ущерб плантациям какао. Он проделывает отверстия в оболочке плодов, чтобы съесть окружающую семена мякоть, из-за чего внутрь могут проникнуть вредители и микроорганизмы. В ходе исследования установлено повреждение от 3,5 до 3,7 % плодов.